# Los amores de Carmen
Los amores de Carmen es una película estadounidense de 1948, dirigida por Charles Vidor y protagonizada por Rita Hayworth y Glenn Ford en los papeles principales. Basada en la novela Carmen de Prosper Mérimée.

## Argumento
Carmen (Rita Hayworth) es una joven y hermosa mujer, esposa de un bandolero (Victor Jory) que seduce y engaña al ingenuo soldado José (Glenn Ford), llevándolo a la ruina y a ser expulsado del ejército. Obsesionado por ella y huyendo de un crimen que cometió por causa de ella, José decide entonces transformarse en bandido para poder encontrarla. El drama estalla cuando se encuentra con el esposo de Carmen y por celos lo mata a él y a otros en una pelea. Ambos tendrán que pagar un alto precio por sus actos.
- Datos: Q568507
- Multimedia: The Loves of Carmen (1948 film) / Q568507